# Mohamed Henkouche
Mohamed Henkouche (arabe : محمد حنكوش), né le 20 février 1948 à Mascara (Wilaya de Mascara), est un footballeur international algérien, reconverti entraîneur. Il évoluait au poste de milieu de terrain. Depuis mars 2021 est nommé entraîneur du club Wifak Riadhi M'Sila
Il compte 3 sélections en équipe nationale entre 1969 et 1970.

## Carrière de joueur
Mohamed Henkouche est formé au GC Mascara, à l'USM Oran puis à l'USM El Harrach. Il joue principalement en faveur de l'USM El Harrach, du GC Mascara, et de l'USM Bel-Abbès et des Girondins de Bordeaux.
Il compte trois sélections en équipe nationale entre 1969 et 1970.

## Carrière d'entraîneur
Après avoir raccroché les crampons, il entraîne plusieurs équipes de première division algérienne. Il dirige notamment les joueurs du CR Belouizdad, du WA Tlemcen, et du MC Oran. Il participe à la Coupe de la confédération avec le CR Belouizdad ,
, il entraîne le GC Mascara à huit reprises entre juillet 1988 et octobre 2013

## Entraîneur
- MC Oran
  - Vainqueur de la Coupe d'Algérie en 1996 .

- CS Constantine
  - Championnat d'Algérie en 1997
- CR Belouizdad
  - Vainqueur de la Coupe d'Algérie en 2009 .